# Club Polideportivo Cacereño
Il Club Polideportivo Cacereño è una società calcistica con sede a Cáceres, in Estremadura, in Spagna. 
Gioca nella Segunda Federación, la quarta serie del campionato spagnolo.

## Tornei nazionali
- 1ª División: 0 stagioni
- 2ª División: 1 stagione
- 2ª División B: 18 stagioni
- 3ª División: 55 stagioni

## Stagioni
| Stagione | Categoria | Posizione |
| -------- | --------- | --------- |
| 1943/44  | 3ª        | 1°        |
| 1944/45  | 3ª        | 7°        |
| 1945/46  | 3ª        | 2°        |
| 1946/47  | 3ª        | 6°        |
| 1947/48  | 3ª        | 4°        |
| 1948/49  | 3ª        | 8°        |
| 1949/50  | 3ª        | 14°       |
| 1950/51  | 3ª        | 1°        |
| 1951/52  | 3ª        | 1°        |
| 1952/53  | 2ª        | 16°       |
| 1953/54  | 3ª        | 2°        |
| 1954/55  | 3ª        | 6°        |
| 1955/56  | 3ª        | 2°        |
| 1956/57  | 3ª        | 2°        |
| 1957/58  | 3ª        | 7°        |
| 1958/59  | 3ª        | 3°        |
| 1959/60  | 3ª        | 6°        |
| 1960/61  | 3ª        | 1°        |

| Stagione | Categoria      | Posizione |
| -------- | -------------- | --------- |
| 1961/62  | 3ª             | 3°        |
| 1962/63  | 3ª             | 3°        |
| 1963/64  | 3ª             | 4°        |
| 1964/65  | 3ª             | 2°        |
| 1965/66  | 3ª             | 4°        |
| 1966/67  | 3ª             | 7°        |
| 1967/68  | 3ª             | 1°        |
| 1968/69  | 3ª             | 4°        |
| 1969/70  | 3ª             | 16°       |
| 1970/71  | Cat. regionale | —         |
| 1971/72  | 3ª             | 14°       |
| 1972/73  | Cat. regionale | —         |
| 1973/74  | 3ª             | 17°       |
| 1974/75  | Cat. regionale | —         |
| 1975/76  | 3ª             | 8°        |
| 1976/77  | 3ª             | 11°       |
| 1977/78  | 3ª             | 1°        |
| 1978/79  | 2ªB            | 18°       |

| Stagione | Categoria | Posizione |
| -------- | --------- | --------- |
| 1979/80  | 3ª        | 5°        |
| 1980/81  | 3ª        | 4°        |
| 1981/82  | 3ª        | 1°        |
| 1982/83  | 3ª        | 3°        |
| 1983/84  | 3ª        | 3°        |
| 1984/85  | 3ª        | 3°        |
| 1985/86  | 3ª        | 3°        |
| 1986/87  | 3ª        | 1°        |
| 1987/88  | 2ªB       | 19°       |
| 1988/89  | 3ª        | 3°        |
| 1989/90  | 3ª        | 2°        |
| 1990/91  | 3ª        | 2°        |
| 1991/92  | 3ª        | 2°        |
| 1992/93  | 2ªB       | 5°        |
| 1993/94  | 2ªB       | 12°       |
| 1994/95  | 2ªB       | 19°       |

| Stagione | Categoria | Posizione |
| -------- | --------- | --------- |
| 1995/96  | 3ª        | 1°        |
| 1996/97  | 2ªB       | 12°       |
| 1997/98  | 2ªB       | 1         |
| 1998/99  | 2ªB       | 14°       |
| 1999/00  | 2ªB       | 18°       |
| 2000/01  | 3ª        | 4°        |
| 2001/02  | 3ª        | 1°        |
| 2002/03  | 2ªB       | 6°        |
| 2003/04  | 2ªB       | 17°       |
| 2004/05  | 3ª        | 7°        |
| 2005/06  | 3ª        | 9°        |
| 2006/07  | 3ª        | 4°        |
| 2007/08  | 3ª        | 9°        |
| 2008/09  | 3ª        | 2°        |
| 2009/10  | 2ªB       | —         |

## Palmarès

### Competizioni nazionali
- Segunda División B: 1

1997-1998
- Tercera División: 11

1943-1944, 1950-1951, 1951-1952, 1960-1961, 1967-1968, 1977-1978, 1981-1982, 1986-1987, 1995-1996, 2001-2002, 2016-2017

### Altri piazzamenti
- Tercera División:

Secondo posto: 1945-1946, 1953-1954, 1955-1956, 1956-1957, 1964-1965, 1989-1990, 1990-1991, 1991-1992, 2008-2009, 2017-2018, 2018-2019
Terzo posto: 1958-1959, 1961-1962, 1962-1963, 1982-1983, 1983-1984, 1984-1985, 1985-1986, 1988-1989
- Copa Federación de España:

Finalista: 1952-1953